# توم رود (مدير)
توم رود (بالنرويجية البوكمول: Tom Ruud)‏ هو مدير نرويجي، ولد في 1 أكتوبر 1950 في أوسلو في النرويج.